# Trisetaria macrochaeta
Trisetaria macrochaeta là một loài thực vật có hoa trong họ Hòa thảo. Loài này được (Boiss.) Maire miêu tả khoa học đầu tiên năm 1942.